# Жамбыл (Айтекебийский район)
Жамбыл (каз. Жамбыл) — село в Айтекебийском районе Актюбинской области Казахстана. Административный центр и единственный населённый пункт Жамбылского сельского округа. Код КАТО — 153449100.

## Население
В 1999 году население села составляло 1277 человек (647 мужчин и 630 женщин). По данным переписи 2009 года, в селе проживало 838 человек (416 мужчин и 422 женщины).